# Carlo Lenci
Carlo Lenci (Viareggio, 15 luglio 1928 – Firenze, 12 giugno 2000) è stato un calciatore italiano, di ruolo centrocampista.

## Carriera
Ha giocato in Serie A con Juventus e Lucchese (in una stagione peraltro penalizzata da un suo incidente a Viareggio, descritto dai giornalisti come «uno scontro automotociclistico») e in B con Legnano, Pisa, Cremonese e Monza. Debuttò in A il 25 gennaio 1948 in Juventus-Bari 6-0.